# Comuna Brătușeni, Edineț
Comuna Brătușeni este o comună din raionul Edineț, Republica Moldova. Este formată din satele Brătușeni (sat-reședință) și Brătușenii Noi.

## Demografie
Conform datelor recensământului din 2014, comuna are o populație de 4.772 de locuitori. La recensământul din 2004 erau 5.432 de locuitori.

## Administrație și politică
Componența Consiliului local Brătușeni (13 consilieri), ales la 5 noiembrie 2023, este următoarea:
|  | Partid                                        | Consilieri | Componență | Componență | Componență | Componență | Componență | Componență | Componență | Componență | Componență | Componență |
|  | --------------------------------------------- | ---------- | ---------- | ---------- | ---------- | ---------- | ---------- | ---------- | ---------- | ---------- | ---------- | ---------- |
|  | Partidul Socialiștilor din Republica Moldova  | 10         |            |            |            |            |            |            |            |            |            |            |
|  | Partidul Dezvoltării și Consolidării Moldovei | 3          |            |            |            |            |            |            |            |            |            |            |